# Márcia Fellipe
Márcia Raquel Ribeiro Felipe (Manaus, 8 de julho de 1979) ou simplesmente Márcia Fellipe é uma cantora e empresária do ramo do Forró Eletrônico. É considerada a nova voz do Forró Eletrônico. Marcinha (como é conhecida carinhosamente pelo seu público) começou sua carreira desde cedo. Influenciada pelo pai e avô, o seu pai opinava que ela deveria cantar forró, pois segundo ele, era um estilo musical mais popular e fácil de ser trabalhada.
Começou cantando em barzinho no subúrbio de Manaus. Ganhou um concurso de calouros como cantora revelação e desde então não parou mais. A partir daí começava a ganhar projeção. Depois disso, começou a surgir convites para cantar em bandas. Entre esses convites, acabou aceitando o da Companhia do Forró, gravando o primeiro trabalho na cidade de Fortaleza. Após algum tempo, em 2006, a A3 Entretenimento a convidou para substituir a vocalista do Aviões do Forró Solange Almeida, por um período de 06 meses, enquanto a mesma estaria de licença maternidade e desde então não parou mais.

## Biografia
É casada desde 2010 com o baterista Rod Bala, com quem tem dois filhos: David Lucas e Athos Levi. A cantora também é mãe de Fellipe Matheus, fruto de um relacionamento anterior. A cantora vive em Fortaleza com a família.

## Carreira

### 2005—2009: Companhia do Forró, Aviões do Forró e Furacão do Forró
Após sua saída dos shows em barzinho na cidade de Manaus, no Amazonas, Márcia Fellipe inicia o seu primeiro projeto, a Companhia do Forró. Tirou de lá musicas como "Locadora de Homem" e o grande sucesso, após a sua volta para a Companhia do Forró dois anos depois, "Tentativas Em Vão", onde futuramente iria estourar nas vozes dela e de Wesley Safadão na Garota Safada.
Em 2006 o grupo empresarial da banda Aviões do Forró, A3 Entretenimento, a convidou para ocupar o lugar de Solange Almeida por seis meses. Se mudou para Fortaleza e fez sua estreia na cidade de Lagarto, Sergipe. Lançou a canção "Primeiro Passo", composta pelo poeta e cantor Dorgival Dantas, sendo a única cantora a substituir Solange no Aviões. Logo após sua passagem por lá, Marcinha iniciou em uma nova empreitada, a Furacão do Forró, onde lançou hits como "Tá Rolando Um Zum Zum Zum", "Por Amor", "Drama", entre outros sucessos. Aos poucos, se tornava um grande fenômeno no gênero musical do forró e ia ganhando bastante destaque por onde passava por seu tom de voz forte e marcante.

### 2010—2014: Garota Safada, Forró do Muído e Forró da Curtição
Não demorou muito para que fosse convidada para integrar os vocals da Garota Safada. Ao lado de Wesley Safadão, viajou o país com os sucessos do CD "Forró na Balada", lançado pela gravadora Som Livre. No grupo, lançou músicas como "Ninguém Vai Separar", "Faz Um Coração", "Farra da Marcinha", "Vamos Dar Um Tempo", "Na Cama Só Vai Dar Nós Dois", "Cansei de Você", entre outros grandes sucessos. Em 2010 a banda foi ao programa Domingão do Faustão na Rede Globo e fizeram sua estreia nacional. Após algum tempo, deixou a Garota Safada e iniciou mais um novo projeto.
Em 2012 deixa a Garota Safada para assumir ao lado de Felipe Lemos o Forró do Muído - logo após Simone e Simaria saírem para seguir carreira solo. O destaque vai para os hits "Tô Tentando", "Agora Quem Não Quer Sou Eu", entre outros.
Após divergências sobre o futuro, Márcia deixou a banda em 2013 e a convite de Wesley Safadão integrou o Forró da Curtição, no qual dividia os vocais com Bruno Mello por alguns meses.

### 2014—presente Carreira solo
Em 2014 Márcia começou a assinar os trabalhos com seu próprio nome, iniciando sua carreira solo. Naquele ano gravou seu primeiro DVD em Teresina e impressionou pelo grande número de público que marcou presença no evento. As canções presentes no álbum se tornaram um sucesso e logo foram regravados por várias bandas de forró. São eles "Se Você Quer Saber", "Ponto de Partida", "Sofro de Ressaca, Mas Não Morro de Amor". Este foi o primeiro e único trabalho assinado como "Márcia Fellipe & Forró da Curtição", uma vez que a partir do DVD seguinte apenas o nome da cantora seria creditado.
Em outubro de 2015, Aracaju foi palco da gravação do segundo DVD. Intitulado de Márcia Fellipe Day Off, o trabalho gravado na Orla Pôr do Sol, contou com um cenário deslumbrante, com direito a um pôr do sol de fazer inveja para qualquer um. O show que contou com a participação de Wesley Safadão, Léo Santana e Igor Kannário, foi um divisor na carreira da forrozeira, que claro, trouxe novidades, foi o lançamento de "Aqui Ó Pro Meu Ex", que tornou-se um sucesso, alcançando o número 15 na Billboard Brasil Hot 100 Airplay.
No mês de junho de 2017, Márcia assina com a gravadora Universal Music e grava seu 3° DVD com a banda Forró da Curtição na cidade de Recife e nesse novo projeto se destacaram hits como "Vai Descendo", "Quatro Sorrisos" e "Virou Ex Perdeu a Vez". O DVD foi lançado no final de ano de 2017.
Em outubro de 2018, Márcia Fellipe obteve uma grande ascensão na carreira após lançar o hit "Deus Me Livre, Mas Quem Me Dera". feito pelos compositores (Romim Mata / Walber Cássio / Anderson Valente / Thalison / Xuxinha). A música conta com mais de 390 Milhões de Visualizações no YouTube e outros milhares de plays nas plataformas digitais de áudio, a música tem como participação o cantor Jerry Smith
No dia 13 de outubro de 2019, durante a canonização da Irmã Dulce, envolveu-se em uma polêmica após criticar, no seu Instagram, o título de "santa". Após a repercussão, a cantora pediu desculpas ao público pelo seu comentário.
Em 29 de abril de 2021, foi confirmada como uma das participantes da quinta temporada do reality show Power Couple Brasil da RecordTV, ao lado de seu marido Rod Bala. Eles foram o quinto casal eliminado do programa com 14,51% dos votos para ficar em uma D.R. contra Déborah Albuquerque & Bruno Salomão, Matheus Yurley & Mari Matarazzo e Mirela Janis & Yugnir Ângelo.

## Filmografia

### Televisão
| Ano  | Título              | Papel                    | Notas       | Ref.  |
| ---- | ------------------- | ------------------------ | ----------- | ----- |
| 2021 | Power Couple Brasil | Participante (9.º lugar) | Temporada 5 | [ 8 ] |

## Discografia

### Álbuns
| Ano  | Detalhes do Álbum                                                                                       |
| ---- | --- |
| 2014 | Ao Vivo em Teresina - Gravadora: WS Produções - Formato: DVD, CD, Download digital                      |
| 2015 | Márcia Fellipe Day Off: Ao Vivo em Aracaju - Gravadora: TS Eventos - Formato: DVD, CD, Download digital |
| 2016 | Márcia Fellipe (Acústico) - Gravadora: TS Eventos - Formato: Download digital                           |
| 2017 | Ao Vivo em Recife - Gravadora: Universal Music - Formato: DVD, CD, Download digital                     |
| 2018 | Made in Studio - Gravadora: Universal Music - Formato: DVD, CD, Download digital                        |
| 2019 | Retrô - Gravadora: Universal Music - Formato: DVD, CD, Download digital                                 |
| 2020 | Sol e Mar, Vol. 1 - Gravadora: TS Eventos - Formato: Download digital                                   |
| 2020 | Sol e Mar, Vol. 2 - Gravadora: TS Eventos - Formato: Download digital                                   |
| 2020 | A Fenomenal (Vol. 1) - Gravadora: Universal Music - Formato: Download digital                           |
| 2021 | Power (Deluxe) - Gravadora: Potência Music - Formato: Download digital                                  |

### Extended plays(EPs)
| Ano  | Detalhes do EP                                                                        |
| ---- | ------------------------------------------------------------------------------------- |
| 2016 | Se Tivesse Cuidado - Gravadora: TS Eventos - Formato: Download digital                |
| 2017 | Só Sucessos - Gravadora: Universal Music - Formato: Download digital                  |
| 2017 | Chega de Conversa - Gravadora: Universal Music - Formato: Download digital            |
| 2018 | Mostra Pra Ele - Gravadora: Universal Music - Formato: Download digital               |
| 2019 | Made In Studio 2 - Gravadora: Universal Music - Formato: Download digital             |
| 2020 | Piseiro, Churrasco & Paredão - Gravadora: Universal Music - Formato: Download digital |
| 2020 | A Fenomenal (Vol. 2) - Gravadora: Universal Music - Formato: Download digital         |